# Sterquilinus
Sterquilinus, także Stercutus ("nawóz") – w mitologii rzymskiej był bogiem użyźniania ziemi. Być może był równoznaczny z Picumnusem; imię to stosowano także wobec Saturna.